# Schlacht bei Cibalae
In der Schlacht bei Cibalae besiegte der römische Kaiser Konstantin seinen Rivalen Licinius.

## Vorgeschichte
Nach dem Tod des Galerius im Frühjahr 311 begann sich das von Diokletian errichtete System der Tetrarchie endgültig aufzulösen. Konstantin und Licinius gingen zunächst eine strategische Allianz ein, um ihre Konkurrenten Maxentius im Westen und Maximinus Daia im Osten zu bekämpfen. Nach der Niederlage des Maxentius und dem Tod des Maximinus teilten sich Konstantin und Licinius, der im Frühjahr 313 Konstantins Halbschwester Constantia geheiratet hatte, die Herrschaft über das Imperium. Konstantin behielt den Westen, während Licinius die östlichen Provinzen regierte. 
Trotz ihrer Verschwägerung blieb das Verhältnis zwischen den beiden verbliebenen Kaisern gespannt. Konstantins Angebot, den Konflikt durch Einrichtung einer Pufferzone zu entschärfen, stieß bei Licinius auf Ablehnung. Konstantins Schwager Bassianus, der diesen aus Italien sowie Raetien, Noricum und Pannonien bestehenden Reichsteil als Caesar hätte verwalten sollen, wurde kurz darauf hingerichtet. Angeblich hatte sein Bruder Senecio, ein Höfling des Licinius, ihn dazu angestiftet, sich gegen Konstantin zu erheben. Als Licinius sich weigerte, Senecio auszuliefern, nahm dies Konstantin zum Anlass, gegen seinen Rivalen ins Feld zu ziehen. 

## Schlachtverlauf
Die gegnerischen Truppen trafen am 8. Oktober 314 oder (wahrscheinlicher) 316 in der Ebene zwischen den Flüssen Save und Drau in der Nähe der Stadt Cibalae (heute Vinkovci, Kroatien) aufeinander. Die Schlacht dauerte den ganzen Tag. Nach einigen Scharmützeln begegneten sich die Hauptkörper der beiden Armeen im Nahkampf. Die Entscheidung brachte eine von Konstantin persönlich geführte Reiterattacke auf dem rechten Flügel. In der Schlacht sollen 20.000 Soldaten des Licinius gefallen sein. Im Schutz der Dunkelheit gelang dem unterlegenen Kaiser mit einigen überlebenden Kavalleristen die Flucht vom Schlachtfeld nach Sirmium.

## Folgen
Nach der schweren Niederlage musste sich Licinius mit seiner Familie und seinem Staatsschatz nach Thrakien zurückziehen. Dort stellte er eine neue Streitmacht unter dem Befehl des Valerius Valens zusammen, den er in den Rang eines Augustus erhob. Eine weitere verlustreiche Schlacht bei Mardia endete unentschieden. In dem nunmehr geschlossenen Friedensvertrag verzichtete Licinius auf das Illyricum und verlor somit den Großteil seines europäischen Herrschaftsgebiets; lediglich Thrakien und Moesien verblieben unter seiner Kontrolle. Am 1. März 317 wurden Konstantins Söhne Crispus und Konstantin zu Caesaren erhoben, ebenso Licinius’ gleichnamiger Sohn. Für Valerius Valens bedeutete diese Übereinkunft das Todesurteil.